# Station Conflans-Jarny
Station Conflans-Jarny is een spoorwegstation in de Franse gemeente Jarny.

## Geschiedenis
Het eerste station werd geopend in 1873 op de lijn Reims-Metz. In 1877 werd de lijn Longwy-Nancy geopend en in 1879 kwam daar de lijn Jarny-Briey bij. Zo werd het station een regionaal spoorwegknooppunt. Rond het kleine station, dat aanvankelijk te midden van de velden lag, werden hotels en horecagelegenheden gebouwd. In 1912 werd een nieuw, groter station gebouwd. In 1914 werd de streek veroverd door de Duitsers. Tijdens de Eerste Wereldoorlog fungeerde het station als een draaischijf achter het front voor de aanvoer van materiaal voor het Duitse leger.